# أنطون كريشيتش
أنطون كريشيتش (بالكرواتية: Anton Krešić)‏ هو لاعب كرة قدم كرواتي في مركز الدفاع، ولد في 29 يناير 1996 في ديبورغ في ألمانيا. لعب مع نادي كريمونيسي.

## وصلات خارجية
- أنطون كريشيتش على موقع قاعدة بيانات كرة القدم.إي يو (الإنجليزية)
- أنطون كريشيتش على موقع Soccerway.com (الإنجليزية)
- أنطون كريشيتش على موقع عالم كرة القدم.نت (الإنجليزية)
- أنطون كريشيتش على موقع AS.com (الإسبانية)